# Quincy Owusu-Abeyie
Quincy James Owusu-Abeyie, conhecido simplesmente por Quincy (Amesterdão, 15 de abril de 1986) é um futebolista neerlandês de origem ganesa que atua como atacante (futebol). Atualmente, defende o Boavista Futebol Clube.

## Carreira
Começou no Arsenal e defendeu desde 2006 o Spartak Moscou, mas com poucas chances de jogar no início, foi emprestado diversas vezes a outros clubes. Em 2010, foi contratado por empréstimo junto ao Al-Sadd pelo Málaga.
Ele fez parte do elenco da Seleção Ganesa de Futebol na Campeonato Africano das Nações de 2008.

## Títulos
Gana
- Campeonato Africano das Nações: 2008 3º Lugar.